# Гаврилово (Калінінградська область)
Гаврилово (рос. Гаврилово) — селище Озерського міського округу, Калінінградської області Росії. Входить до складу Гавриловського сільського поселення.
Населення —  385 осіб (2015 рік). 

## Населення
| 2002 | 2010 |
| ---- | ---- |
| 423  | ↘385 |